# Декартово замкнутая категория
Декартово замкнутая категория — категория, допускающая каррирование, то есть содержащая для каждого класса морфизмов {\displaystyle A\to B} некоторый объект {\displaystyle A\Rightarrow B}, представляющий его. Декартово замкнутые категории занимают в некотором смысле промежуточное положение между абстрактными категориями и множествами, так как позволяют корректно оперировать с функциями, но не позволяют, к примеру, оперировать с подобъектами.
С точки зрения программирования декартово замкнутые категории реализуют инкапсуляцию аргументов функций — каждый аргумент представляется объектом категории и используется как чёрный ящик. Вместе с тем выразительности декартово замкнутых категорий вполне достаточно, чтобы оперировать с функциями способом, принятым в λ-исчислении. Это делает их естественными категорными моделями типизированного λ-исчисления.

## Определение
Категория C называется декартово замкнутой, если она удовлетворяет трём условиям:
- в C имеется терминальный объект;
- любые два объекта X, Y в C имеют произведение X × Y;
- любые два объекта Y, Z в C имеют экспоненциал ZY.

Категория, такая, что для любого её объекта категория объектов над ним декартово замкнута, называется локально декартово замкнутой.

## Примеры декартово замкнутых категорий
- Категория множеств естественным образом представляет собой декартово замкнутую категорию, так как функции из одного множества в другое являются множеством, и, следовательно, объектом. Также в ней существуют произведения (декартовы произведения) и терминальные объекты — синглетоны.
- Категория Cat всех малых категорий (и функторов в качестве морфизмов) декартово замкнута; экспоненциал CD — это категория функторов из D в C с естественными преобразованиями в качестве морфизмов. Также существует категория произведения и терминальный объект — категория 1 из одного объекта и одного морфизма.
- Элементарный топос является декартово замкнутой категорией по определению.
- Алгебра Гейтинга также является стандартным примером декартово замкнутой категории. Так как булева алгебра является её частным случаем, она тоже всегда декартово замкнута.

## Применение
В декартово замкнутой категории «функция двух переменных» (морфизм f:X×Y → Z) всегда может быть представлена как «функция одной переменной» (морфизм λf:X → ZY). В программировании эта операция известна как каррирование; это позволяет интерпретировать просто типизированное лямбда-исчисление в любой декартово замкнутой категории. Декартово замкнутые категории служат категорной моделью для типизированного {\displaystyle \lambda }-исчисления и комбинаторной логики.
Соответствие Карри — Ховарда предоставляет изоморфизм между интуиционистской логикой, просто типизированным лямбда-исчислением и декартово замкнутыми категориями. Определённые декартово замкнутые категории (топосы) предлагались как основные объекты альтернативных оснований математики вместо традиционной теории множеств.